# Accessió
Accessió és un terme que significa l'agregació d'un tercer estat, a petició pròpia, a un tractat internacional ja en vigor subscrit per altres estats, per a convertir-se en part d'aquest acord i acceptar tots els drets i deures que d'ell es derivin. Per a això és necessari el consentiment previ de tots els estats membres d'aquest tractat.